# Svojšice (district de Kolín)
Pour les articles homonymes, voir Svojšice.
Svojšice (en allemand : Swojschitz) est une commune du district de Kolín, dans la région de Bohême-Centrale, en République tchèque. Sa population s'élevait à 557 habitants en 2020.

## Géographie
Svojšice se trouve à 5 km à l'est de Kouřim, à 12 km à l'ouest-sud-ouest de Kolín et à 45 km à l'est-sud-est de Prague.
La commune est limitée par Žabonosy et Plaňany au nord, par Krychnov à l'est, par Dolní Chvatliny au sud-est, par Toušice au sud, et par Kouřim et Klášterní Skalice à l'ouest.

## Histoire
La première mention écrite de la localité date de 1241.

## Administration
La commune se compose de trois quartiers :
- Svojšice
- Bošice
- Nová Ves III